# تید مایکل موزلی
تید مایکل موزلی (انگلیسی: T. Michael Moseley؛ زادهٔ ۳ سپتامبر ۱۹۴۹) ژنرال بازنشسه نیروی هوایی ایالات متحده آمریکا است، که در فاصله سال‌های ۲۰۰۵ تا ۲۰۰۸ به‌عنوان هجدهمین رئیس ستاد نیروی هوایی فعالیت می‌کرد.
موزلی فعالیت نظامی را از سال ۱۹۷۱ در نیروی هوایی آمریکا آغاز کرد، از ۱۹۸۴ تا ۱۹۸۷ فرمانده لشکر اف-۱۵ بود و از ۱۹۹۲ تا ۱۹۹۴ فرماندهی گروه ۳۳ عملیات را برعهده داشت.
وی از ۱۹۹۶ تا ۱۹۹۶ فرمانده بال ۵۷ هوایی بود، از ۲۰۰۱ تا ۲۰۰۳ فرماندهی نیروی هوایی نهم را برعهده داشت و از ۲۰۰۳ تا ۲۰۰۵ به‌عنوان جانشین رئیس ستاد نیروی هوایی فعالیت می‌کرد. او در جنگ افغانستان و جنگ عراق حضور داشت و در سال ۲۰۰۸ پس از ۳۷ سال خدمت، از نیروهای مسلح آمریکا بازنشسته شد.